# Phyllogomphus annulus
Phyllogomphus annulus är en trollsländeart som beskrevs av Alexander Barrett Klots 1944. Phyllogomphus annulus ingår i släktet Phyllogomphus och familjen flodtrollsländor. IUCN kategoriserar arten globalt som livskraftig. Inga underarter finns listade i Catalogue of Life.